# Houses of the Holy (canção)
"Houses of the Holy" é uma canção da banda britânica de rock Led Zeppelin. Lançado em seu sexto álbum de estúdio Physical Graffiti, em 1975.

## Produção
A faixa é uma canção de rock midtempo, pesada no baixo e com um distintivo riff de guitarra de Jimmy Page. A fim de criar a introdução de guitarra em camadas e desaparecimento gradual, Page usou uma unidade de delay Delta T digital. O rangido de pedal da bateria de John Bonham pode ser ouvido durante toda a canção.
Embora o nome da canção seja "Houses of the Holy", a faixa não aparece no álbum homônimo lançado anteriormente. Ela foi originalmente criada para ser a faixa-título do álbum, mas foi removida quando a banda decidiu que não se encaixava. A canção não necessitava de mais remixagem para a sua inclusão em Physical Graffiti, já tendo sido totalmente mixada pelo engenheiro de áudio Eddie Kramer nas sessões da Electric Lady, em junho de 1972.

## Letras
Liricamente, a canção é uma ode aos concertos do Led Zeppelin, com a "casa do sagrado" referindo-se as arenas e auditórios em que a banda se apresentou. Apesar disso, a música nunca foi tocada ao vivo pelo Led Zeppelin, Robert Plant embora a tocou com a Band of Joy, durante sua turnê solo de 2010.

## Paradas musicais

### Canção
| Parada (1975)         | Melhor posição |
| --------------------- | -------------- |
| Italian Singles Chart | 27             |

## Créditos
- Robert Plant - vocais
- Jimmy Page - guitarra
- John Paul Jones - baixo
- John Bonham - bateria